# 環境可能論
環境可能論（かんきょうかのうろん、Possibilism）は、自然環境は人間に可能性を与える存在であり、人間が環境に対して積極的に働きかけることができるとする地理学の概念である。フランスの地理学者・ポール・ヴィダル・ドゥ・ラ・ブラーシュが、ドイツの地理学者・フリードリヒ・ラッツェルの環境決定論に対して唱えた学説であり、地理学の基本的な概念となった。

## 概要
ブラーシュは、自然の持つ可能性とそれを利用する人間に着目し、環境は人類の活動に対して可能性の場を提供しているだけに過ぎない、と述べた。環境から可能性を引き出し、現実のものとするか否かは人間次第である。環境軽視にも見えるが、ブラーシュは環境の制約力を認めた上で、地域の歴史的・社会的要因の重要性も強調したのである。この説はフランスのジャン・ブリュンヌらに影響を与え、地誌的モノグラフや地域地理学の発展を促した。ブラーシュの影響力は大きく、ブラーシュ以後の地理学者の大部分はブラーシュの直弟子か弟子であると言われている。その1人にリュシアン・フェーブルがおり、師・ブラーシュの説を環境可能論と名付け正当化し、ラッツェルの説を環境決定論とした。したがって、ブラーシュが自身の立場を環境可能論と呼んだわけではないし、フェーブルはブラーシュの生前に可能論・決定論という分類を公表していない。
環境可能論を平たく言えば、自然条件A,B,C（A≠B≠C）を満たす地域a,b（a≠b）があった場合、地域aではDという人間活動が行われ、地域bではEという人間活動が行われる（D≠E）、という主張が環境可能論である。地域aではD、地域bではEとなる理由は人文科学的な要因に求められる。環境決定論では、自然条件A,B,Cを満たす地域が複数あったとしても、すべての地域で同じ人間活動が見られる、と主張する。

## 問題点
環境決定論への批判から始まった環境可能論も完全無欠ではない。
環境可能論、特にブラーシュの論が「人間は自然に干渉し、自然に服従することはない」という考えを持っているため、必然性は存在せず、地理学者は地域の歴史的な研究なしに地理学的記述ができないことになるのである。このことはすなわち、ある地域における人間の営みは、自然的条件が要因の1つに挙げられたとしても、最終的には歴史などの人文的要因によって説明されなければならないことを意味しているのである。また、一般法則が成り立たないとすれば、すべてが偶然の産物ということになり、科学と言えるのか、という問題も生じる。これは地理学の存立基盤を揺るがす重大な問題であったが、ブラーシュやフェーブルは地理学の純粋理論に関心はなく、この問題に気付くことはなかった。
杉浦ほか『人文地理学―その主題と課題―』（2005）は自然科学・社会科学の進歩の中で、環境可能論の厳密な再定義ができないまま20世紀後半の地理学と社会そのものの大きな変革期を迎えた、と指摘している。

## 歴史的展開
環境決定論#歴史的展開も参照。
人間と自然環境の関係を論ずることは、西洋と東洋、過去と現在を問わず、人類にとって重大な関心事であり、アリストテレス・ストラボン・シャルル・ド・モンテスキューなどの学者も言及している。近代に入るとアレクサンダー・フォン・フンボルトとカール・リッターの2人によって近代地理学の学問体系が打ち立てられるが、その後自然地理学を重視する傾向が見られ、人文地理学の研究は停滞した。
こうした状況でチャールズ・ダーウィンの進化論の影響を受けたラッツェルが現れ、地域の自然環境の諸性質によって人間活動が著しく制限される、と説いた。ラッツェルは地理学の再構築を果たし、その思想はアメリカ・フランス・イギリス・日本の研究者に大きな影響を与えた。ブラーシュも大きな影響を受けた1人であったが、環境可能論を提唱し小地域研究を重視すべきという独自の地誌学を樹立した。ブラーシュの弟子であるフェーブルは、1922年に『大地と人類の進化：歴史への地理学的序論』（La Terre et L'Évolution Humaine, Introduction Géographique à l'Histoire）を著し、人間社会の歴史・地理の複雑で重層的かつ多様な特質を安易に一般化することの危険性を強調、ラッツェルに見られた一般的法則の追求の姿勢を攻撃するために環境決定論と名付け、対する自身およびブラーシュの立場を正当化するために環境可能論と名付けた。しかしフェーブルがこの著書で環境決定論を攻撃する前に、ブラーシュの弟子によって地理学の方向転換（環境決定論からの脱却）は為されていたため、著書の反響の大きさほど、特に地理学に影響は及ばなかった。

## 具体例
1930年代のアメリカ大旱魃
1930年代、アメリカ合衆国のグレートプレーンズは砂嵐（ダストボウル）に見舞われ10年近く旱魃（かんばつ）が続いた。これは、砂嵐という単なる自然災害ではなく、19世紀初頭までアメリカ大砂漠と呼ばれていた土地を開拓して牧場とし、1910年代に農業機械を導入して小麦畑へ転換したことによって土地が耕され、砂嵐が起きやすくなっていたことによる人災だとされる。ジョン・スタインベックの『怒りの葡萄』はこの災害を扱った作品である。
日本の稲作
環境決定論で考えれば、熱帯・亜熱帯を起源とする作物のイネの栽培が、日本では寒冷で冬季に積雪のある東北地方や北陸地方で盛んなのは、不思議な現象である。これは保温折衷苗代の開発、耐寒性のある品種の導入、肥料や農薬などの工夫といった自然環境の克服の努力、三大都市圏から隔絶され、ほかの商品作物がなかったこと、農地改革による自作農の増加で農業意欲が増したことなどの理由が挙げられる。